# جامعة كامبريدج
جامعة كامبرج أو جامعة كامبريدج (بالإنجليزية: University of Cambridge)‏ هي ثاني أقدم جامعة على مستوى العالم الناطق بالإنجليزية بعد جامعة أوكسفورد، وإحدى الجامعات السبع العتيقة في الجزر البريطانية. تقع الجامعة في مدينة كامبريدج بالمملكة المتحدة. احتلّت المركز الأول على ترتيب جامعات العالم حسب تصنيف QS لعام 2010 متجاوزة هارفارد الأميركية لأول مرة منذ 7 سنوات. تعتبر من أكثر الجامعات تميزًا في العالم. تأسست عام 1209. وهي عضو في مجموعة راسل للجامعات وعضو في رابطة الجامعات البحثية الأوروبية ودائما ما يراوح ترتيبيها ما بين المركزين الأول والثاني بالتناوب مع جامعة أوكسفورد العريقة. وتعتبر الجامعة الأعرق على مستوى العالم في مجال العلوم الطبيعية والرياضيات والفيزياء.
حصلت الجامعة على 89 جائزة نوبل، وذلك أكثر من أيّ جامعة أخرى في العالم. خرّجت الجامعة بعضا من أهم العلماء في القرون الماضية من بينهم: إسحاق نيوتن (نظرية الجاذبية)، تشارلز داروين (نظرية التطور)، ويليام هارفي، ديراك، جوزيف طومسون (مكتشف الإلكترون)، إرنست رذرفورد، جيمز ماكسويل، جيمس واطسون وفرنسيس كريك (تركيب الحمض النووي)، آلان تورنغ، جاكوب برونوفسكي وغيرهم.

## تاريخ

### التأسيس
قبل تأسيس جامعة كامبريدج في عام 1209، حصدت كامبريدج والمنطقة المحيطة بها صيتًا علميًا ودينيًا كبيرين بفضل السمعة الفكرية والمساهمات الأكاديمية للرهبان من الكنيسة الأسقفية القريبة في إلي. استوحيت فكرة تأسيس جامعة كامبريدج من حادثة وقعت في جامعة أكسفورد حيث شنقت سلطات المدينة ثلاثة من علماء أكسفورد دون استشارة السلطات الكنسية أولًا، التي مالت تقليديًا إلى العفو عن العلماء في مثل هذه الحالات. لكن في ذلك الوقت، كانت سلطات مدينة أكسفورد في صراع مع الملك جون. خوفًا من المزيد من العنف من سكان أكسفورد، بدأ علماء جامعة أكسفورد في مغادرة أكسفورد إلى مدن أكثر ضيافة، مثل باريس، وريدينغ، وكامبريدج. في النهاية، استقر عدد كافٍ من العلماء في كامبريدج لتشكيل، مع العديد من العلماء الذين كانوا هناك بالفعل، نواة لتأسيس الجامعة الجديدة.
بحلول عام 1225، عين مستشار للجامعة، وأصدر الملك هنري الثالث أوامر في عام 1231 تنص على أن الإيجارات في كامبريدج يجب أن تُحدد «وفقًا لأعراف الجامعة»، وأنشأت لجنة مكونة من اثنين من الأساتذة واثنين من سكان البلدة لتحديد هذه الإيجارات. بعد ذلك بعامين، منح البابا غريغوري التاسع الجامعة الجديدة الحق في عدم الاستدعاء خارجها لمدة ثلاث سنوات، مما يعني أن أعضائها لا يمكن استدعاؤهم إلى محكمة خارج أبرشية إلي.
بعد وصف كامبريدج بأنها «ستوديوم جنرال (جامعة القرون الوسطى)» في رسالة من البابا نيقولا الرابع في عام 1290، وتأكيد البابا يوحنا الثاني والعشرون ذلك في مرسوم بابوي عام 1318، أصبح من الشائع زيارة باحثين من جامعات القرون الوسطى الأوروبية الأخرى كامبريدج للدراسة أو إلقاء الدروس.

### تأسيس الكليات
كانت الكليات البالغ عددها 31 في جامعة كامبريدج الحالية في الأصل ميزة عرضية للجامعة؛ إذ لا توجد كلية داخل جامعة كامبريدج تعود إلى نفس قدم الجامعة نفسها. كانت الكليات داخل الجامعة في البداية زمالات ممولة للعلماء. كانت هناك مؤسسات غير ممولة، تُسمى النُزل، التي استوعبت تدريجيًا ضمن الكليات على مر القرون، وقد تركت بعض الآثار، بما في ذلك تسمية شارع وجسر «غاريت هوستل»، وهو شارع وجسر في كامبريدج.
تأسست أول كلية في جامعة كامبريدج، بيترهاوس، في عام 1284 على يد هيو دي بالشام، أسقف إيلي. تأسست العديد من الكليات الإضافية خلال القرنين الرابع عشر والخامس عشر، واستمرت الكليات في التأسيس في العصر الحديث، رغم وجود فجوة زمنية قدرها 204 سنوات بين تأسيس كلية سيدني ساسكس في عام 1596 وكلية داونينج في عام 1800. أحدث كلية تأسست هي روبنسون، التي بُنيت في أواخر السبعينيات. وفي الآونة الأخيرة، في مارس 2010، حصلت كلية هومرتون على وضع كلية جامعية كاملة، مما يجعلها من الناحية التقنية أحدث كلية كاملة في الجامعة.
في العصور الوسطى، تأسست العديد من الكليات لكي يصلي أعضاؤها من أجل أرواح المؤسسين. ارتبطت كليات جامعة كامبريدج غالبًا بالكنائس أو الأديرة. إلا أن التركيز بدأ في التغير في عام 1536 مع حل الأديرة وأمر هنري الثامن بأن تقوم الجامعة بحل القانون الكنسي الذي كان يحكم هيئة التدريس بالجامعة، والتوقف عن تدريس الفلسفة المدرسية. استجابة لذلك، غيرت الكليات مناهجها من قانون الكنيسة إلى الكلاسيكيات، والكتاب المقدس، والرياضيات.
بعد قرن تقريبًا، وجدت الجامعة نفسها في مركز انشقاق بروتستانتي. رأى العديد من النبلاء والمثقفين والعامة أن كنيسة إنجلترا شابهت جدًا الكنيسة الكاثوليكية، وشعروا بأن التاج يستخدمهل لاغتصاب سلطات المقاطعات الشرعية. برزت إيست أنجليا لتكون مركزًا للحركة التي أصبحت في نهاية المطاف الحركة البيوريتانية. في كامبريدج، كانت الحركة البيوريتانية قوية بشكل خاص في كليات إيمانويل، وسانت كاثرين هول، وسيدني ساسكس، وكرايست. أنتجت هذه الكليات العديد من الخريجين غير الملتزمين الذين أثروا بشكل كبير، من خلال المناصب الاجتماعية أو الوعظ، على حوالي 20,000 بيوريتاني الذين غادروا إنجلترا إلى نيو إنجلاند، وخاصة مستعمرة خليج ماساتشوستس خلال عقد الهجرة الكبرى في ثلاثينيات القرن السادس عشر، واستقروا في مستعمرة فيرجينيا وغيرها من المستعمرات الأمريكية الناشئة.

### الرياضيات والفيزياء الرياضية
سرعان ما أثبتت الجامعة نفسها رائدة عالمية في دراسة الرياضيات. كان امتحان الجامعة في الرياضيات، المعروف باسم «امتحان درجة الشرف الرياضي» إلزاميًا في البداية لجميع طلاب البكالوريوس في الفنون، وهو أكثر الدرجات شيوعًا التي قدمت لأول مرة في كامبريدج. من زمن إسحاق نيوتن في أواخر القرن السابع عشر حتى منتصف القرن التاسع عشر، حافظت الجامعة على تركيز قوي بشكل خاص على الرياضيات التطبيقية، وخاصة الفيزياء الرياضية. يطلق على الطلاب الذين يحصلون على مرتبة الشرف الأولى بعد اجتياز امتحان درجة الشرف الرياضي اسم «رانغلر»، وأعلى طالب بينهم يُعرف باسم «رانغلر الأكبر»، وهي مرتبة وُصفت بأنها «أعظم إنجاز فكري يمكن تحقيقه في بريطانيا».
يعد امتحان درجة الشرف الرياضي في كامبريدج تنافسيًا للغاية وقد ساعد في إنتاج بعض الأسماء الأكثر شهرة في العلم البريطاني مثل جيمس كليرك ماكسويل، ولورد كلفن، ولورد رايلي. مع ذلك، كره بعض الطلاب المشهورين، مثل جي. إتش. هاردي، نظام الامتحان، حيث شعروا أن الطلاب أصبحوا يركزون كثيرًا على جمع درجات عالية في الامتحانات على حساب الموضوع نفسه.
حققت الرياضيات البحتة في جامعة كامبريدج في القرن التاسع عشر إنجازات كبيرة، على الرغم من تفويتها إلى حد كبير التطورات الكبيرة في الرياضيات الفرنسية والألمانية. بحلول أوائل القرن العشرين، وصلت الأبحاث الرياضية البحتة في كامبريدج إلى أعلى المعايير الدولية، بفضل جي. إتش. هاردي، والمتعاونين معه جي. إي. ليتلوود وسرينيفاسا رامانجن. ساعد دبليو. في. دي. هودج وآخرون في ترسيخ مكانة كامبريدج لتكون رائدة عالمية في الهندسة في ثلاثينيات القرن المنصرم.

### الفترة الحديثة
شكّل قانون جامعة كامبريدج لعام 1856 الهيكل التنظيمي للجامعة وأدخل دراسة العديد من المواضيع الجديدة مثل اللاهوت والتاريخ واللغات الحديثة. تبرع الفيكونت فيتزويليام من كلية ترينيتي بالموارد اللازمة للدورات الجديدة في الفنون والعمارة وعلم الآثار، كما أسس متحف فيتزويليام في عام 1816. في عام 1847، انتُخب الأمير ألبرت مستشارًا للجامعة في منافسة حادة مع إيرل بويس. بوصفه مستشارًا، أصلح ألبرت مناهج الجامعة لتتجاوز تركيزها الأولي على الرياضيات والكلاسيكيات، مضيفًا التاريخ الحديث والعلوم الطبيعية. بين عامي 1896 و1902، باعت كلية داونينج جزءًا من أراضيها للسماح ببناء موقع داونينج، وهو مجموعة مختبرات الجامعة العلمية لدراسة التشريح وعلم الوراثة وعلوم الأرض. خلال تلك الفترة، أنشأت موقع المتاحف الجديدة مثل مختبر كافنديش، الذي انتقل منذ ذلك الحين إلى غرب كامبريدج، وأقسام أخرى للكيمياء والطب.
بدأت جامعة كامبريدج في منح درجات الدكتوراه في الثلث الأول من القرن العشرين؛ منحت أول دكتوراه في الرياضيات من كامبريدج في عام 1924.
قدمت الجامعة عظيم المساعدة لقوات الحلفاء في الحرب العالمية الأولى، حيث خدم 13,878 عضوًا من الجامعة وقُتل 2,470 في المعارك خلال الحرب. توقف التدريس والرسوم الدراسية تقريبًا خلال الحرب العالمية الأولى، وتبعتها صعوبات مالية شديدة. نتيجة لذلك، تلقت الجامعة أول دعم حكومي منهجي في عام 1919، وعينت لجنة ملكية في عام 1920 للتوصية بأن تبدأ الجامعة (ولكن ليس كلياتها) في تلقي منحة سنوية. بعد الحرب العالمية الثانية، شهدت الجامعة توسعًا سريعًا في الطلبات والتسجيل، جزئيًا بسبب النجاح والشعبية التي حصل عليها العديد من علماء كامبريدج. لم يخل الأمر من الجدل، إذ اتُهم باحثون من كامبريدج في عام 2023 بالمساعدة في تطوير أنظمة أسلحة لإيران.

## وصلات خارجية
- الموقع الرسمي لجامعة كامبريدج (بالإنجليزية)
- اتحاد طلبة جامعة كمبريدج (بالإنجليزية)
- اتحاد خريجي جامعة كمبريدج (بالإنجليزية)